# COMILOGロープウェイ
COMILOGロープウェイ (COMILOG Cableway) は、かつてガボンに存在した鉱石輸送専用のロープウェイ。全長76km。1959年に建設され、1986年に廃止されるまでは、世界でもっとも長いロープウェイだった。

## 概要
1954年、フランス領赤道アフリカ・ガボン植民地南東部のモアンダに埋蔵されているマンガン鉱の採掘を目的としてオゴウェ鉱山会社 (Compagnie Minière de l'Ogooué、COMILOG) がフランスとアメリカの合弁会社として設立された。埋蔵量は豊富だったが、鉱脈は熱帯雨林のただなかにあり、採掘した鉱石を港にまで運ぶインフラが存在しなかった。最も近い輸送路は隣の植民地である中央コンゴ植民地（のちのコンゴ共和国）のコンゴ・オセアン鉄道だったが、鉱山からは250km南に離れていた。そのため、コンゴ・オセアン鉄道のモン・ベロ駅から北に分岐し、コンゴ共和国のムビンダまで伸びる鉄道支線を建設し、ムビンダからモアンダまでの76kmはロープウェイで鉱石を輸出することが決定された。ロープウェイのルートには途中にバクンバという小さな都市があり、そこに運行本部が置かれることとなった。
1957年に鉱山が開業し、2年後の1959年にはロープウェイが開業。さらに1962年にはムビンダまでのコンゴ・オセアン鉄道の支線が開業し、鉄道の終点であるポワントノワール港までの安定した輸送ルートが完成した。
ロープウェイは10の区間に分割され、高さが5mから74mの858本の支柱によって支えられていた。1トン積載のゴンドラは24時間体制で休みなく鉱石を輸送し続けた。
モアンダ鉱山のあるガボン政府はマンガンの輸送改善を目指し、自国の国内で港まで輸送できるようにトランスガボン鉄道を1986年にモアンダまで完成させた。これによりマンガン鉱石は鉄道で首都リーブルヴィル近郊のオウェンド港まで運ばれるようになり、COMILOGロープウェイは廃止された。